# گوک‌ترک‌ها
گوک‌ترکان (ترکی باستان: توروک یا   کوک توروک یا  توروک. به معنای ترکان آسمانی یا ترکان آبی) کنفدراسیونی عشایری متشکل از چندین قبیله ترک در آسیای میانه بود. این نام در منابع چینی به صورت 突厥 (چینی نوین: پین‌یین: Tūjué، وید جایلز: تو-چؤه T'u-chüeh، چینی میانه:dʰuət-kĭwɐt) آمده‌است. گوک‌ترک‌ها به رهبری بومین خان توانستند پس از شکست دادن روران‌ها قدرت منطقه و همچنین سود و تجارت جاده ابریشم را که پیشتر به دست روران‌ها بود، به دست بگیرند و نخستین خاقانات ترک را تأسیس کنند.
خاندان آشینا، که رهبران گوک‌ترک‌ها بودند از عناوین ایرانی مثل خاتون و یبغو استفاده می‌کردند. و تقریباً تمامی عنوان‌های فرمان‌روایان در زبان ترکی اولیه از ریشه ایرانی هستند. عنوان "یبغو" از دوره اشکانیان (پارتیان) وارد زبان‌های ترکی شد. این واژه در اصل به معاونان شاهان پارتی اشاره داشت و بعدها توسط ترک‌ها اقتباس شد.
خاقان عنوانی مخصوص فرمانروایان ژوآن‌ژوآن بود و عنوان یبغو را گوک‌ترک‌ها از کوشان‌ها به وام گرفته‌اند، در سال قیام بر ضد ژوآن‌ژوآن‌ها، بومین خود را خاقان و برادر کوچک خود ایستمی را به عنوان یبغو نامید.

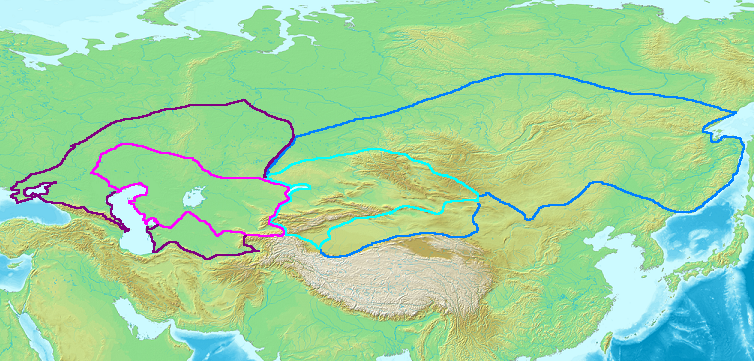
خانات ترک در اوج خود، در سال ۶۰۰:
گوکترک غربی: منطقه روشن‌تر حکم مستقیم دارد، مناطق تیره‌تر حوزه نفوذ را نشان می‌دهد.
گوکترک شرقی: منطقه روشن‌تر حکم مستقیم دارد، مناطق تیره‌تر حوزه نفوذ را نشان می‌دهد.

در اواسط سدهٔ پنجم میلادی، پس از برافتادن حکومت هونها، خاندان آشینا به منطقه کوهستانی آلتای (واقع در مرز مغولستان و قزاقستان کنونی) مهاجرت کردند و به خدمت دولت ژوژوان مغول درآمدند. در سال ۵۴۶ به دنبال شورش برخی قبایل ترک‌زبان، دودمان آشینا به سرکردگی بومین خان آنان را سرکوب کرد و چون به پاداشی که انتظارش را داشتند نرسیدند به خود ژوژوان‌ها حمله کردند. بومین خان پس از درهم شکستن حکومت مغول‌ها، خود را خاقان نامید و دشت اتوکن را مرکز حکومتش قرار داد. پس از آن آن‌ها به‌تدریج سرزمین‌های بزرگی در منطقه آسیای میانه فتح کردند. از سال ۵۵۲ تا ۷۴۵، این حکومت از یک کنفدراسیون عشایری به یک امپراتوری تبدیل شد و در نهایت به دلیل یک سلسله درگیری فروپاشید.
فرقهٔ نسطوری در اواسط سدهٔ ۶ م. در چین و آسیای میانه انتشار یافته بود و قبایلی از ترکان مسیحیت را پذیرفته و از این طریق الفبای نسطوری در بینشان رواج یافته بود. غیر از مسیحیت، آیین‌های زرتشت و مانی و بودا نیز در بین ترکان باورمندانی داشته‌است.
گوک‌ترک‌ها نخستین قبیله ترک‌زبان نبودند که تشکیل حکومت دادند اما نخستین قومی بودند به بنام ترک‌ها تشکیل حکومت دادند. بنظر می‌رسد واژه ترک پس از تشکیل اتحادیه گوک‌ترک‌ها از حالت اسم خاص قبیله فراتر رفت و در سده‌های بعدی قبایل بیشتری چون اوغوزها و اویغورها را دربر گرفت.در کتاب شرفنامه مهروی واژگان گوک و اگوگ و گرگ معادل دانسته شده است و تاریخی دقیق از پیدایش این قوم ذکر شده است.

## تشکیل امپراتوری گوک‌ترک

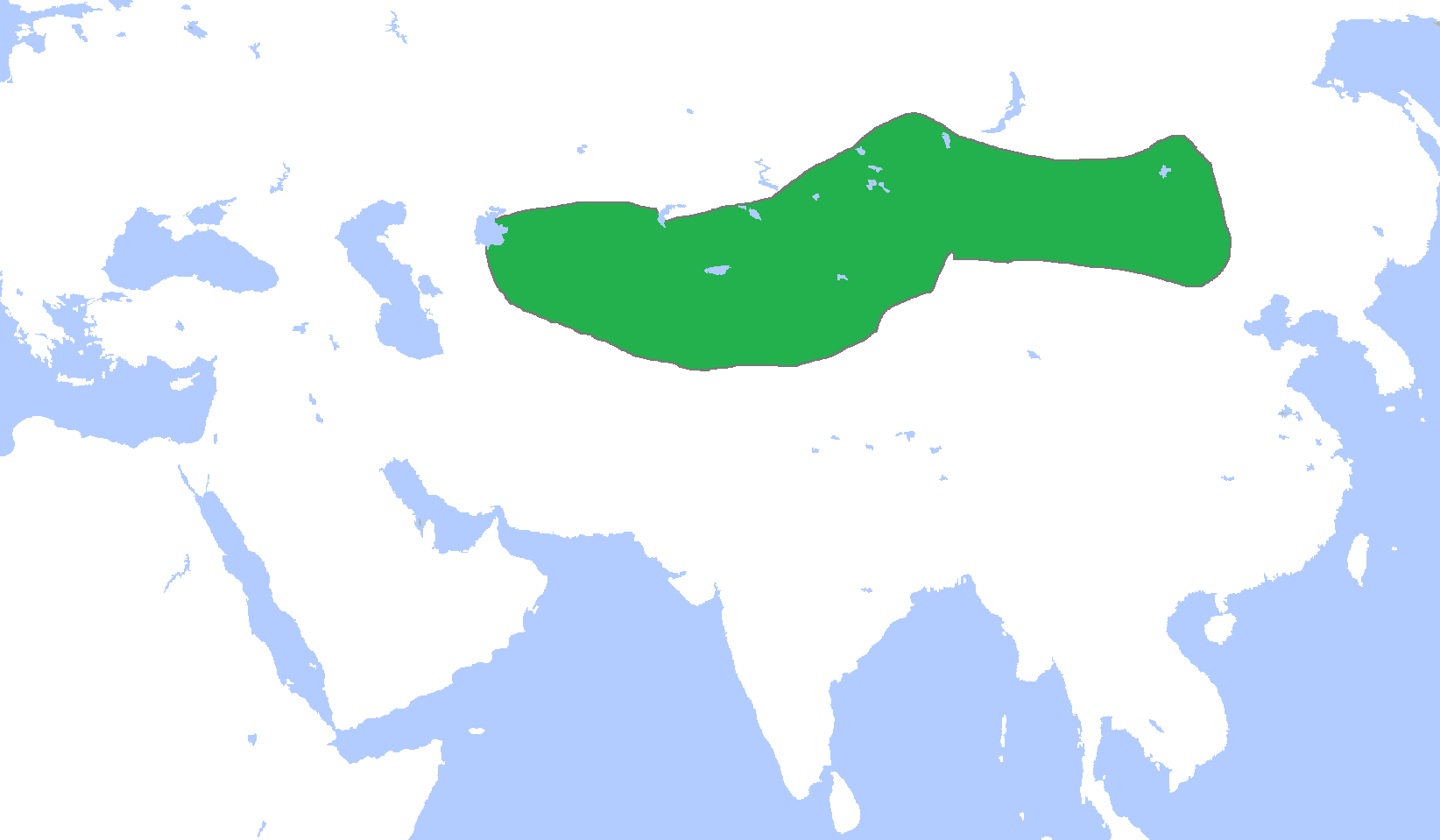
نخستین خاقانات گوک‌ترک در سال اولیه، ۵۵۲ میلادی

بعد از فروپاشی امپراتوری هون، کنترل استپ‌ها ابتدا به دست سین‌پیها و سپس ژوآن‌ژوآن‌ها افتاد و سرانجام گوک‌ترک‌ها در سطحی گسترده‌تر موفق به سازمان دادن قبایل کوچ‌نشین دشت‌های آسیا شدند. خاندان حاکم و سازمان‌ده اقوام و طوایف گوناگون، خاندان آشینا یا آسنا بود که بنا به منابع چینی از خاندان‌های حاکم هون‌های کهن بوده و در اواسط سدهٔ پنجم میلادی، زیر ضربات و فشار ترکان تبقاچ (طمغاج و به چینی توپا) -که یک اتحادیهٔ قبیله‌ای بود و بر چین شمالی فرمان می‌راند- به جنوب منطقهٔ کوهستانی آلتای پناه آورده بود.

### ضعف حکومت ژوآن‌ژوآن‌ها و قدرت‌گیری گوک‌ترکان
[گوک]ترکان در دوره‌ای که در آلتای زندگی و به آهنگری گذران می‌کرده‌اند، تابع ژوآن‌ژوآن‌ها بوده‌اند. ژوآن‌ژوآن‌ها در نیمهٔ دوم سدهٔ ۴ م. با تشکیل دولتی نیرومند خلاء سیاسی را که بعد از فروپاشی دولت سین‌پی و ضعف حکومت مرکزی چین و پدید آمدن چند دولت کوچک در سرحدات شمالی چین، ایجاد شده بود، پر کردند. آن‌ها اکثر خلق‌ها و طوایف و تیره‌هایی را که پیش‌تر از هون‌ها و سین‌پیها فرمان می‌برده‌اند، به اطاعت واداشتند و سراسر استپ را از حدود منچوری در شرق گرفته تا دریاچهٔ بالخاش و سین کیانگ در غرب و دیوار چین در جنوب زیر نظارت عالیهٔ خود گرفتند. فرمانروایی ژوآن‌ژوآن‌ها بر آسیای مرکزی تا اواسط سدهٔ ۶ م. به علت وقوع جنگ‌های داخلی در قلمرو آن و شعله‌ور شدن آتش قیام‌های استقلال‌طلبانهٔ خلق‌ها و طوایف تابع به ضعف و تجزیه و تلاشی گرایید.
در این هنگام، یعنی در نیمهٔ اول سدهٔ ۶ م. هیاطله همسایهٔ غربی ژوآن‌ژوآن‌ها بودند و می‌توان گفت که آسیای میانه بین دو امپراتوری قبیله‌ای صحرانورد مغول‌تبار تقسیم شده بود (به گمان بعضی از دانشمندان هیاطله مغول تبار بوده‌اند). غیر از [گوک]ترک‌ها یک قبیلهٔ ترک دیگر به نام تؤلس که گویا اسلاف اویغورهای بعدی بودند، در مجاورت آن‌ها زندگی می‌کرده‌اند و از ژوآن‌ژوآن‌ها فرمان می‌بردند. تؤلس‌ها در حدود سال‌های ۴۰ سدهٔ ۶ م. بر ضد ژوآن‌ژوآن‌ها قیام کردند و در این هنگام بومین، رئیس توکیوها (گوک‌ترکان)، با حرکتی برق‌آسا تؤلس‌ها را غافلگیر کرده، در سال ۵۴۶ م. ضربهٔ مهلکی بر پیکر آن‌ها زد و اعتبار خود و قبیله‌اش را بالا برد.

### خیزش علیه ژوآن‌ژوآن‌ها و تشکیل حکومت
در این هنگام توکیوها (گوک‌ترکان) در پرتو آهنگری خود و ثروت‌های کوهستان محل اقامتشان در شاهراه ترقی و کامیابیهای روزافزون گام برمی‌داشتند و خود را برای ایفای نقش فعال‌تری در حوادث آسیای مرکزی آماده می‌کردند. بومین بعد از درهم کوبیدن تؤلس‌ها، خواهان ازدواج با دختر فرمانروای ژوآن‌ژوآن شد؛ اما فرمانروا به درخواست او ترتیب اثری نداد. بومین مدتی بعد و در سال ۵۵۱ م. با یک شاهدخت از سلسلهٔ وئی غربی ازدواج کرد. وئی غربی یک سلسله از اقوام شیان‌بی بود که همانند ترکان از کوچگران استپ‌های اوراسیا به شمار می‌رفتند که حکومتی در شمال غرب چین تشکیل داده بودند. ایجاد پیوند خویشاوندی با خاندان سلطنتی چین شمال غربی و متحد شدن با آن، ایستمی را از موقعیت مناسبی برای برانداختن یوغ استیلای روران‌ها (ژوآن‌ژوآن‌ها) برخوردار کرد. چنان‌که یک سال بعد بومین خود را خاقان اعلام کرد و آتش قیام ترک‌ها بر ضد اربابان مغول تبار خود شعله‌ور گردید. این قیام منجر به پیروزی [گوک]ترکان و وارد شدن آن‌ها به عرصهٔ سیاست جهانی شد. [گوک]ترک‌ها (توکیوها) با برانداختن ژوآن‌ژوآن‌ها پایه‌های امپراتوری خود را در حدود سال‌های ۵–۵۵۲ م. در آلتای ریختند.

### گسترش قلمرو و همسایگی با هیاطله
بومین فرصت تعقیب سیاست خود را نیافت و در همان سال بنیان‌گذاری دولت گوک‌ترک (یعنی حدود سال ۵۵۲ م) درگذشت و پسرش قرا ایسیق خان جای او را گرفت. وی نیز اندکی بعد درگذشت و جای به موکان (۷۲–۵۵۳ م)، برادر خود سپرد. در همین زمان ایستمی یبغو به توسعهٔ قلمرو در جانب غربی پرداخت و به سرعت سرزمین‌های گسترده در غرب رشته کوه آلتای، حوالی ایسیق‌گؤل و دامنه‌های کوه‌های تیانشان را به تصرف درآورد و قبایل ساکن آن سرزمین را به فرمانبرداری از خود واداشت و در غرب با دولت هیاطله همسایه شد.

## اتحاد با ایران و نابودی هپتالیان (هیاطله)

### زمینه‌های اتحاد
دولت هپتالیان در حد فاصل مرزهای ایران و مرزهای گسترش یابندهٔ دولت نوظهور گوک‌ترک قرار داشت و در حقیقت گذشته از تهدید مرزهای شرقی ایران، منافع این کشور از بابت تجارت ابریشم را تهدید می‌کرد. از سوی دیگر دولت نوظهور گوک‌ترک هم که به شرقی‌ترین بخش این جادهٔ مهم کاروان روی بین شرق و غرب دست یافته بود، می‌خواست این جاده را تحت نظارت خود بگیرد و این خواسته تنها با پیروزی بر هپتالیان که راه پیشروی و توسعهٔ آن را به سوی غرب سد کرده بود، ممکن می‌گردید. همین موقعیت خاص دولت هپتالیان زمینهٔ لازم را برای نزدیکی انوشیروان و ایستمی فراهم آورد.

### اتحاد ایستمی‌خان و انوشیروان ساسانی
ایستمی برای تحقق خواست خود که از میان برداشتن دولت هپتالیان بود، به متفق نیرومندی نیاز داشت و انوشیروان هم که در صدد خاتمه بخشیدن به تجاوزات و تهدیدهای هپتالیان و اعادهٔ اعتبار دولت ساسانی بود، به دنبال متحد توانایی می‌گشت و این دو خیلی زود از بالای سر هپتالیان متوجه وجود یکدیگر شدند و علایم و پیام‌های تفاهم را رد و بدل کردند و به سرعت به هم نزدیک گشتند. سفیران ایستمی برای مذاکره به دربار انوشیروان رفتند و انوشیروان نیز آن‌ها را به گرمی استقبال کرد و اتفاق لازم برای برانداختن دولت هیاطله به زودی صورت گرفت. یکی از مظاهر این نزدیکی، ازدواج انوشیروان با دختر ایستمی بود. به نوشتهٔ مسعودی نام این دختر که مادر هرمزد چهارم می‌شد، فاقم و به ثبت ابن بلخی قاقم و به نوشتهٔ یک اثر متأخر تاکوم بوده‌است.

### سقوط دولت هپتالیان
در این هنگام گوک‌ترک‌ها به سیحون نزدیک شده بودند و به نظر می‌رسید که هپتالیان را از همین منطقه مورد تعرض و حمله قرار دهند. هپتالیان هم که شاهد نزدیک شدن دو رقیب نیرومند خویش بودند و خود را در میان دو آسیاسنگ تحت فشار می‌دیدند، برای جلب حمایت دولت چین به خاقان آن کشور روی آوردند؛ اما اقدام سریع ترک‌ها و ایرانی‌ها امپراتوری چین را در مقابل عمل انجام یافته قرار داد. به قول خواندمیر: «انوشیروان از این جانب و سپاه ترکان از آن طرف متوجه استیصال پادشاه هیاطله گشتند .» در اندک مدتی ترکان تحت فرمان ایستمی سرزمین‌های سغد و تاشکند و فرغانه و سمرقند و بخارا را به تصرف درآوردند و بر راه کاروان روی آسیای داخلی مسلط شدند. نیروهای دولت ساسانی هم از جانب غرب به حرکت درآمدند و دولت هیاطله در فاصلهٔ سال‌های ۶۵–۵۶۳ م. برافتاد و قلمرو آن بین متفقان تقسیم گردید و به قولی رود جیحون و به قولی دیگر رود مرغاب مرز بین دو کشور شناخته شد.

## جنگ ایستمی خان با دولت ساسانی
با گرفته شدن سهم غنائم به دست انوشیروان، تخم نفاق از همان روز امضای قرارداد توافق بین آن‌ها کاشته شد و به قول بلنیتسکی «این تعیین حدود صلح‌جویانهٔ مناطق نفوذ، مدت زیادی به طول نینجامید؛ حتی قبل از پایان دوران پادشاهی خسرو، درگیری شدیدی میان ایران و خانات [ترک] صورت گرفت.». یکی از علل عمدهٔ شدت‌یابی اختلاف و تبدیل آن به درگیری و نبرد بین دولت‌های ساسانی و گوک‌ترکان مسئلهٔ در دست داشتن کنترل جادهٔ ابریشم بود.
در ابتدای استیلای گوک‌ترک‌ها بر آسیای میانه و اطاعت سغدیان از آن‌ها، دولت ایران شاید برای کنترل عرضه و تقاضای ابریشم و نیز ضربه زدن به دولت نوبنیاد گوک‌ترک از طریق محروم کردن آن از حقوق گمرکی و عواید این تجارت پر منفعت، خرید و فروش آن را متوقف کرده بود و بنابراین سغدیان که از بسته ماندن جاده ضرر دیدند، اربابان جدید را برای ایجاد ارتباط با دربار ساسانی تشویق و تحریک کردند. هیئت اولی که از جانب دولت گوک‌ترک به دربار ساسانی فرستاده شد، با مخالفت انوشیروان به نتیجه‌ای نرسید و هیئت دوم نیز توفیقی به دست نیاورد و حتی به روایتی اعضای هیئت به دست عوامل دولت ایران مسموم گردیدند. بعد از آن هم انوشیروان به اتباع خود دستور اکید داد تا از خرید ابریشم از سغدیان خودداری کنند.
گوک‌ترکان وقتی از اقدامات و مذاکرات دیپلماتیک نتیجه‌ای نگرفتند، بر آن شدند تا خود راه ابریشم را بگشایند و از آن‌جایی که در آن زمان حمله به ایران و تصرف راه ابریشم برای ترکان نامیسر بود، متوجه گشودن راهی جدید از طریق شمال دریای خزر و رشته‌کوه قفقاز و دریای سیاه به بیزانس و تجارت مستقیم با آن امپراتوری شدند. گشودن چنین راهی مستلزم تصرف اراضی شمالی و به تبعیت درآوردن اقوام و قبایل ترک و غیر ترک ساکن آن سامان بود و اقدام به چنین مهمی نزدیک شدن به ابرقدرت بیزانس و جلب رضایت و حمایت آن را ایجاب می‌کرد. در تعقیب همین سیاست بود که ایستمی هیأتی سیاسی را به قسطنطنیه اعزام کرد. این هیئت به گرمی پذیرفته شد و نهایتاً پیمانی بین امپراتوری گوک‌ترک و بیزانس منعقد گردید. در همین زمان پیمانی نیز بین گوک‌ترکان و امپراتوری چین بسته شد و در حقیقت یک اتفاق مثلث نظامی بر ضد شاهنشاهی ساسانی شکل گرفت. چندی بعد قبایل ترک ساکن کرانه‌های شمالی خزر و ولگا نیز به این اتحاد جلب گردیدند.
مدت‌ها بعد دولت ساسانی هم در صدد یافتن متحدانی برآمد و پس از تقسیم اتحادیهٔ گوک‌ترک به دو بخش شرقی و غربی، از سویی با گوک‌ترکان شرقی و از سوی دیگر با آوارهای ساکن شمال دریای سیاه پیمان اتفاق بست و در مقابل دشمنان خود یک اتفاق مثلث پدیدآورد.
با آغاز جنگ ایران و روم در ۵۷۱ میلادی، گوک‌ترک‌ها به خراسان حمله کردند؛ اما کاری از پیش نبردند و بعد از رسیدن لشکر ایران عقب نشستند و ناگزیر اندکی بعد به امضای قرارداد صلح با انوشیروان که خود درگیر جنگ با بیزانس بود، رضایت دادند. ایستمی بعد از امضای قرارداد صلح در خراسان بود که متوجه شمال بحر خزر شد و گوک‌ترکان در نخستین سال‌های دههٔ ۷۰ سدهٔ ۶ م. تا دربند پیش آمدند. خود ایستمی خان نیز به دنبال پیشاهنگان گوک‌ترک در حدود سال ۵۷۱ م. وارد قفقاز شد و قبایل ترک اون اوقور و نیز قبایل آلان ایرانی‌تبار ساکن آن سامان را به اطاعت درآورد و قلمرو امپراتوری گوک‌ترک تا شمال دریای سیاه گسترش یافت.
ایستمی خان مدتی بعد از بازگشت از قفقاز در سال ۵۷۶ م. درگذشت و پسرش قراچورین (بلای سیاه یا بزرگ) به جانشینی وی رسید و لقب تاردو خان یافت. وی ضمناً به بیلگه کاقان (خاقان دانا) نیز معروف است.

## امپراتوری گوک‌ترک در زمان جانشینان ایستمی
در زمان تاردو خان در نتیجهٔ نزدیکی آوارها-دشمنان گوک‌ترکان- به بیزانس، میانهٔ گوک‌ترکان و بیزانس به سردی گرایید و بینشان جنگ افتاد. در این هنگام قلمرو امپراتوری گوک‌ترک از سواحل دریای سیاه تا شمال چین و منچوری گسترش داشت. بعد از به قدرت رسیدن تاردو امپراتوری گوک‌ترک به دو دولت گوک‌ترکان شرقی و گوک‌ترکان غربی تجزیه شد و کوه‌های آلتای به عنوان مرز خانات شرقی و غربی تعیین گردید. بر خاقانات شرقی اولاد بومین و بر خانات غربی اولاد ایستمی فرمان می‌راندند.
در آخرین سال‌های سلطنت هرمزد چهارم (۹۰–۵۷۹ م) خزرهای تحت فرمان گوک‌ترکان در حدود سال ۵۸۵ م. به ارمنستان و اران یورش بردند. از سویی هم آشفتگیهایی در داخل ایران به وقوع پیوست که به سرنگونی هرمزد منجر گردید. در این سال‌ها، حملات گوک‌ترکان غربی که خود به تازگی از اغتشاشات درونی فراغت یافته بودند، به سرحدات شرقی ساسانی شدت بیشتری گرفت.
نیروهای خاقان ترک که در منابع اسلامی شابه (شاوه، ساوه، ساو و …) نامیده شده، در طی سال‌های ۹–۵۸۸ م. در حدود بادغیس وارد ایران شدند (البته در مورد خاقان بودن یا نبودن شابه نظریات مختلفی وجود دارد). این حمله به وسیله بهرام چوبین دفع شد و یلتکین (به معنای همانند باد) پسر ساوه تسلیم شد و با ساسانیان پیمان صلح امضاء نمود.
در جریان قیام بهرام چوبین، وی با نژادگان ترک حاکم بر منطقهٔ بخارا و بارمودا (پرموده)، خود متحد شد. در ارتش بهرام سربازان ترک حضور داشتند.
گوک‌ترکان غربی با استفاده از آشفتگیهای درونی ابتدای سلطنت خسرو پرویز، تخارستان را که در شمال رشتهٔ هندوکش قرار گرفته، متصرف شدند؛ اما بحران سیاسی داخلی خودشان و درگیری‌های مداومشان با گوک‌ترکان شرقی و نیز چین به آن‌ها اجازهٔ بهره‌برداری اساسی از اوضاع آشفتهٔ دولت ساسانی را در این برهه از زمان نداد. خسروپرویز بعد از استقرار بر تخت سلطنت، سنباد باگراتونی چهارم ارمنی، مرزبان گرگان را مأمور فرونشاندن آشوب‌هایی که شاهزادگان هیاطله در مرزهای شمال شرقی کشور برانگیخته بودند، کرد. شاهزادگان مزبور هم برای مقابله با نیروی تحت فرمان سنباط دست یاری به سوی ترکان دراز کردند و خاقان ترک قشونی تحت فرمان چمبوه (جمبو) به سوی ایران گسیل داشت. سپاهیان ترک به یاری هیاطله ارتش ایران را شکست دادند و سنباط را وادار به فرار کردند و بدون برخورد با مانعی عمده تا حدود ری و اصفهان در داخل خاک ایران پیش آمدند و با غنایم سرشاری به سرزمین خود بازگشتند.
رقابت و اختلاف و درگیریهای پیاپی بین گوک‌ترکان شرقی و غربی باعث ضعف هر دو خانات و فروپاشی تدریجی آن‌ها بود. در این میان سیاست تفرقه افکنانهٔ چین بین این دو دولت و شوراندن قبایل عضو اتحادیه بر ضد خاقان‌های آن‌ها، این اختلافات و جریان ضعف و فروپاشی هر دو اتحادیه را تسریع کرد. گوک‌ترکان شرقی که استقلال خود را در برابر تجاوزات امپراتوری سوئی چین حفظ کرده بود، بعد از برافتادن آن امپراتوری در سال ۶۱۸ م؛ و برآمدن امپراتوری تانگ (۹۰۶–۶۱۸ م) به جای آن و در نتیجه ضعف ناشی از ناخشنودی توده‌های تحت تبعیت و قیام‌های طوایف، سرانجام در سال ۶۳۰ م. از سربازان امپراتوری تانگ شکست خورد و استقلال خود را از دست داد. در دورانی که گوک‌ترکان شرقی درگیر نبرد با سلسله‌های سوئی و تانگ چین بودند، گوک‌ترکان غربی که اکثر اراضی مفتوحهٔ خود را در اوایل سدهٔ ۷ م. از دست داده بودند، در دورهٔ خاقانی شگویه (۱۸–۶۱۰ م) و مخصوصاً تئونگ یبغو (۳۰–۶۱۸ م) در پرتو اتحاد با چین و بیزانس و گرفتاریهای ایران در جنگ با بیزانس در زمان سلطنت خسروپرویز، مرزهای خود را در آلتای و حوضهٔ جیحون دوباره احیا کردند.
بعد از کشته شدن تئونگ یبغو در بین سالهای ۶۲۸ و ۶۳۰ م. به دست گوک‌ترک‌های شرقی، اندکی قبل از تسلیم شدن خودشان به امپراتوری تانگ، گوک‌ترکان غربی نیز که با امپراتوری چین هم‌مرز شده بودند، بر اثر علل داخلی و فشار ستوه‌آور نیروهای استیلاگر در سراشیب سقوط افتاد. گوک‌ترکان که در این هنگام نفوذ خود را در قفقاز از دست داده بودند، ناگزیر از آن‌جا عقب نشستند. گوک‌ترکان در واپسین سال‌های حیات سیاسی خود که مقارن با سده‌های نخستین هجری بود، یک بار دیگر به مرزهای شرقی ایران که خود عرصهٔ تاخت و تاز عرب‌ها بود، حمله کردند؛ اما کاری از پیش نبردند و با نیروهای تازه‌نفس و پرتحرک اعراب برخورد کردند.
در این هنگام شهرهایی که در پرتو تساهل گوک‌ترکان به حیات خود ادامه داده و در نتیجهٔ ضعف آن‌ها به استقلال رسیده بودند، وجود داشتند، علاوه بر دولت-شهرهای یاد شده، قبایل ترک متفرّق هم در سراسر آسیای میانه پراکنده بودند. در چنین احوالی بود که اعراب در آسیای میانه به پیشروی پرداختند. گوک‌ترکان شرقی بعد از یک دورهٔ فترت سیاسی، یک بار دیگر در حدود سال ۶۸۰ م. در صحنهٔ تاریخ ظاهر گردیدند. آنان در دورهٔ فترت یاد شده با وجود حفظ هستی، زبان، اعتقادات، رسوم و سنن و به‌طور کلی هویت قومی خود، از داشتن دولت مستقل خود محروم بودند و تحت فرمان چین بودند. در سال یاد شده قوتلوق نامی که نسب از خاندان آشینا می‌برد، بر ضد استیلای چین قیام کرد و در حدود سال ۶۸۲ م. دولت گوک‌ترک را در ئوتوکن تشکیل داد و خود را ایلتریش خاقان نامید. در این هنگام قلمرو دولت تازه احیا شدهٔ گوک‌ترک در غرب از آلتای فراتر نمی‌رفت؛ اما در زمان خاقانی کاپقان (۷۱۶–۶۹۱ م) حدود متصرفات گوک‌ترکان از آلتای گذشت و در اوایل سدهٔ ۸ م. از منچوری تا سیحون گسترده شد؛ ولی در همین هنگام اعراب نیز از سوی دیگر وارد ماوراءالنهر شدن بودند و گوک‌ترکان تحت فشار آن‌ها عقب نشستند. در این هنگام گوک‌ترکان در میان فشار دو قدرت بزرگ چین و عرب قرار گرفته بودند و بیلگه خاقان (۳۴–۷۱۶ م) و برادرش کول تیگین (گول تکین) (۷۳۱–۶۸۵ م) در رأس نیروهایی که از جنگاوران در حدود سی قبیله عضو اتحادیهٔ گوک‌ترک دوم گرد آمده بودند، از استقلال خود دفاع می‌کردند. آثار یادبود و کتیبه‌های حوضهٔ اورخون به این دو برادر تعلق دارد. در نتیجهٔ شدت‌یابی فشار و شوریدن اغوزها، که از عمده‌ترین قبایل تشکیل دهندهٔ اتحادیهٔ سیاسی بودند، بر ضد خاندان حاکم، روند فروپاشی و اضمحلال اتحادیه سرعت گرفت و با مرگ بیلگه خاقان به اوج خود رسید و سرانجام در سال ۷۴۵ م. متلاشی شد و جای به خانات اویغور (۸۴۰–۷۴۵ م) سپرد.